# Herz-Jesu-Basilika (La Plata)

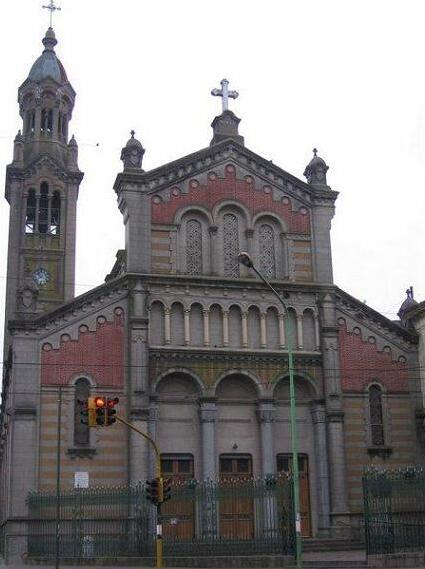
Herz-Jesu-Basilika

Die Basilika des Heiligen Herzens Jesu (spanisch Basílica del Sagrado Corazón de Jesús) ist eine römisch-katholische Kirche in La Plata, Argentinien. Die Pfarrkirche des Erzbistums La Plata trägt den Titel einer Basilica minor. Die neoromanisch-byzantinische Kirche wurde an der Wende zum 20. Jahrhundert von den Salesianern Don Boscos erbaut.

## Geschichte
Die Initiative zum Bau der Kirche entstand nach dem Besuch von Giovanni Cagliero im Jahr 1885, dem ersten Salesianermissionar, der 1875 in Argentinien ankam. Die Basilika des Heiligen Herzens wurde zwischen 1898 und 1902 erbaut. Der Glockenturm wurde 1913 aus Anlass des 1600. Jahrestages der Konstantinischen Wende und des Edikts von Mailand fertiggestellt und erhielt ein 3,5 Meter hohes Kreuz mit der Inschrift „inhoc signo vinces“ (deutsch In diesem Zeichen wirst du siegen). Dieses kam zuerst in der Kathedrale an und wurde dann in einer Prozession zur Basilika getragen.
1966 erhob Papst Paul VI. die Pfarrei des Heiligen Herzens in den Titel einer Basilica minor.

## Beschreibung
Die dreischiffige Basilika ohne Querhaus ist mit Kreuzgratgewölben überdacht, die jeweils sechs Joche überspannen. Die gliedernden Arkaden ruhen auf runden Säulen. Hinter dem Chorbogen schließt sich an das Mittelschiff der Chor mit einer runden Apsis an. Sowohl die Apsiskalotte als auch das einjochige Tonnengewölbe des Chors sind jeweils vollständig mit einem Fresko ausgemalt. Die Buntglasfenster beleuchten das Mittelschiff und die schmalen Seitenschiffe mit ihren Altären.
Der romanisch-byzantinische Glockenturm des salesianischen Architekt Ernesto Vespiniani ragt an der linken Chorseite 62 Meter hoch. Das Geläut in zwei Etagen wurde mit Hilfe von Spenden italienischer Einwanderer von der Gießerei Francesco de Poli in Udine erstellt. Darunter befindet sich eine Kirchturmuhr mit vier Zifferblättern, eines auf jeder Seite des Turms. Vollständig hergestellt wurde sie vom deutschen Techniker Enrique Bornemann, Spezialist für monumentale Uhren.